# المدحتیه
المدحتیه (به عربی: المدحتیة) یک شهر در عراق است که در استان بابل واقع شده‌است.